# Europäische Wehrkunde
Europäische Wehrkunde  – Organ für alle Wehrfragen  war von 1976 bis 1982 eine deutsche monatlich erscheinende militärische Fachzeitschrift. Sie wurde von der Gesellschaft für Wehrkunde herausgegeben, dessen Organ sie war, und erschien im „Verlag Europäische Wehrkunde“ in München. Vorgänger war die Zeitschrift Wehrkunde. Ab 1983 erschien die Europäische Wehrkunde, mit der Zeitschrift Wehrwissenschaftliche Rundschau vereint, als Europäische Wehrkunde – Wehrwissenschaftliche Rundschau.